# توني ووكر
توني ووكر (بالإنجليزية: Tony Walker)‏ هو لاعب كرة قاعدة أمريكي، ولد في 1 يوليو 1959 في سان دييغو في الولايات المتحدة.

## وصلات خارجية
- توني ووكر على موقعبيزبول رفرنس.كوم (الدوري الرئيسي) (الإنجليزية)